# Bah Sumbu
Bah Sumbu is een bestuurslaag in het regentschap Serdang Bedagai van de provincie Noord-Sumatra, Indonesië. Bah Sumbu telt 1850 inwoners (volkstelling 2010).